# Crataegus cupressocollina
Crataegus cupressocollina är en rosväxtart som beskrevs av James Bird Phipps och O'kennon. Crataegus cupressocollina ingår i Hagtornssläktet som ingår i familjen rosväxter. Inga underarter finns listade i Catalogue of Life.